# Pecorino marchigiano
Il pecorino marchigiano è un formaggio di antica tradizione marchigiana, riconosciuto come prodotto agroalimentare tradizionale delle Marche; viene consumato sia fresco sia a diversi gradi di stagionatura. Il pecorino è uno degli elementi fondamentali della cucina marchigiana.
Il latte utilizzato deve essere appena munto e crudo. Un tempo, e a volte anche oggi, era prodotto direttamente dal pastore, ed aromatizzato con erbe del luogo per renderlo più saporito.
È ingrediente essenziale in varie ricette tradizionali marchigiane, come nella pizza di Pasqua e nei piconi (o calcioni); è comunemente presente, fresco o stagionato, negli antipasti regionali. Nel periodo delle fave fresche serve ad accompagnarle.
Il pecorino è talmente presente nelle tradizioni marchigiane che con esso si gioca all'antico gioco della ruzzola, competizione in cui fanno rotolare forme lungo le strade di campagna.

## Varietà
Ne esistono diversi tipi, in commercio sia freschi sia stagionati:
- Pecorino marchigiano (generico), tra cui;
  - della Vallesina;
  - della Val Metauro;
  - della Val d'Apsa;
- Cascio pecorino lievito - pecorino fresco "a latte crudo";
- Pecorino di fossa, avvolto in foglie di noce (esiste anche un formaggio di fossa di latte misto, vaccino e pecorino);
- Pecorino in botte;
- Pecorino dei Monti Sibillini (è un Presidio Slow Food), aromatizzato con serpillo, maggiorana, basilico, germogli di rovo, chiodi di garofano, noce moscata, scorza di limone[1].

## Produzione
Ingredienti:
- latte ovino crudo di provenienza locale;
- caglio naturale di provenienza locale
- erbe aromatiche locali (facoltativo).
- fermenti lattici (facoltativi, solo per guidare la fermentazione, purché non vengano alterate le caratteristiche tipiche del prodotto).

La rottura della cagliata si effettua a mano, con delicatezza, oppure o con appositi attrezzi, per ottenere particelle della dimensione di uno-due centimetri nel caso di produzione di pecorino fresco, mentre per quello stagionato le particelle devono essere più piccole. Dopo la rottura è necessario un riposo di alcuni minuti.
La massa viene poi messa nelle fascere e pressata per favorire l'eliminazione del siero; nel caso del pecorino stagionato, spesso la cagliata viene sottoposta a semicottura a cpn temperatura da 45° a 48°.
Si usa salarlo a secco, mettendo le forme sotto sale fino per un periodo non superiore a due giorni.
È importante che la maturazione avvenga in locali freschi, con media umidità, e che le forme di pecorino vengano rigirate giornalmente e lavate ogni due giorni con acqua e siero tiepido.
Il prodotto finito si presenta in forme di altezza da 6 a 10 centimetri, il diametro da 14 a 20 centimetri, il peso da 1 a 2,5 chilogrammi; la forma è cilindrica, con facce piane e scalzo poco convesso; la crosta è di colore che tende al giallo, la pasta bianca, con occhiatura rada, di sapore sapido e delicatamente aromatico.
Il pecorino marchigiano stagionato ha la crosta unta di olio di oliva di colore tendente al rossastro, pasta compatta di colore giallo paglierino, gusto e aroma intensi.